# Parangitia grisescens
Parangitia grisescens är en fjärilsart som beskrevs av George Francis Hampson 1910. Parangitia grisescens ingår i släktet Parangitia och familjen nattflyn. Inga underarter finns listade i Catalogue of Life.